# Charles Krauthammer

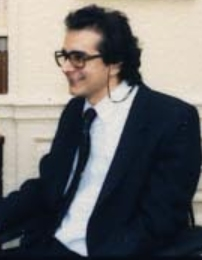
Charles Krauthammer, 1986

Charles Krauthammer (* 13. März 1950 in New York; † 21. Juni 2018 in Atlanta, Georgia) war ein US-amerikanischer Kolumnist und Publizist. Eugen Sorg beschrieb Krauthammer im Nachruf in der Weltwoche als „einen der einflussreichsten politischen Kommentatoren unserer Zeit“.

## Leben
Krauthammer wuchs in einer jüdischen Familie auf. Sein Vater stammte aus der Ukraine, seine Mutter aus Belgien.  Er studierte an der McGill-Universität Politikwissenschaften und anschließend bis 1971 am Balliol College der University of Oxford Wirtschaftswissenschaften. Zusätzlich studierte er bis 1975 Medizin an der Harvard University und schloss als Doktor der Medizin ab. Während seines Studiums erlitt er einen Badeunfall, wodurch er querschnittgelähmt wurde und zeitlebens auf einen Rollstuhl angewiesen war. Nach verschiedenen Tätigkeiten, unter anderem in einem psychiatrischen Krankenhaus, trat er 1978 in die Demokratische Partei zur Zeit der Carter-Regierung ein und begann, seine ersten Kolumnen in The New Republic zu schreiben. Krauthammer war Chef-Redenschreiber für Carters Vizepräsident Walter Mondale während des US-Präsidentschaftswahlkampfs 1980, den Ronald Reagan für sich entschied.

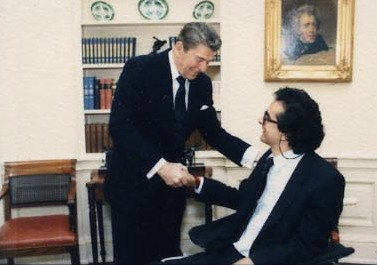
Ronald Reagan und Charles Krauthammer (1986)

Krauthammer wechselte während der Reagan-Regierung das politische Lager und galt fortan als konservativ ausgerichtet, insbesondere vertrat er ein Ende der Zusammenarbeit der USA mit der UNO, eine unnachgiebige Politik Israels gegenüber den Palästinensern und lehnte die Oslo-Abkommen mit der PLO ab. Er wurde in seinen wesentlichen Positionen den Neokonservativen zugerechnet.
Krauthammer prägte in einem seiner Artikel im Time-Magazin den Begriff „Reagan-Doktrin“, in welcher er die außenpolitischen Leitlinien der Reagan-Regierung zusammenfasste. 1991 sorge Krauthammer mit seinem Artikel The Unipolar Moment in Foreign Affairs für Aufsehen, in welchem er die Auswirkungen des Ende des Kalter Krieges auf die Weltpolitik darlegt. Er war ein Kritiker von Bill Clinton und lehnte das Eingreifen der USA in den Kosovokrieg ab.
In einer (später im Commentary Magazine veröffentlichten) Rede von 2005 bezeichnete Krauthammer – in lobender Anerkennung der Kriegspolitik der Regierung George W. Bushs – den Neokonservatismus als eine „Regierungsideologie, deren Zeit nun gekommen ist“. „Was Neokonservative lange Zeit befürworteten“, würde nun „in den höchsten Regierungsebenen artikuliert und praktiziert“.
Krauthammers Kolumnen erschienen in zahlreichen Tageszeitungen und Online-Publikationen, unter anderem der Washington Post, in The National Interest, in The Weekly Standard und der Jewish World Review. Er hat auch Beiträge im US-Magazin TIME veröffentlicht und war regelmäßiger Gast bei Fox News, wo er häufig in der Nachrichtensendung Special Report als Kommentator auftrat. Er war Mitglied im Advisory Council des Nixon Center, im Council on Foreign Relations und beim Project for the New American Century. 1987 erhielt er den Pulitzer-Preis für seine Kolumnen in der Washington Post. 2004 erhielt er vom neokonservativen American Enterprise Institute den Irving Kristol Award. Krauthammer lebte bei Washington, D.C. und hatte mit seiner Frau Robyn, einer Künstlerin, einen Sohn, Daniel.
Krauthammer verteidigte die Regierung von George W. Bush und den Irakkrieg vehement und warf Kritikern Irrationalität vor. So prägte er das in den Vereinigten Staaten – vor allem unter Republikanern – zeitweilig geläufige, außerhalb dieser Kreise jedoch weitgehend unbekannte politische Schlagwort Bush Derangement Syndrome (zu Deutsch etwa: "Bush-Gestörtheits-Syndrom"), das er wie folgt definierte: “The acute onset of paranoia in otherwise normal people in reaction to the policies, the presidency—nay—the very existence of George W. Bush” (Übersetzung: „Ein akuter Paranoiaanfall bei ansonsten normalen Leuten hinsichtlich der Politik, der Präsidentschaft – ja sogar der bloßen Existenz von George W. Bush“) und mit dem eine seiner Meinung nach weit verbreitete, völlig irrationale und unreflektierte Form der Ablehnung von George W. Bush, dessen Regierung, Unterstützer und Wähler charakterisiert werde.
2012 erregte Krauthammer Aufsehen, als er kurz vor der Präsidentschaftswahl (und entgegen den meisten Umfragen) einen Erdrutschsieg des republikanischen Kandidaten Mitt Romney vorhersagte. Er meinte, die Umfragen würden nicht die wahre Stimmung der Bevölkerung widerspiegeln. Krauthammer war ein Kritiker von Barack Obama und lehnte das 2015 von ihm verhandelte Iran-Atomabkommen ab. Mit dem israelischen Ministerpräsident Benjamin Netanjahu verband ihn eine Freundschaft.
Krauthammer zählte 2016 zu den Konservativen, die sich früh von Donald Trump distanzierten, der am 8. November die US-Präsidentschaftswahl 2016 gewann. 2017 unterstützte er Trumps Vorhaben für eine Grenzmauer zu Mexiko.
Krauthammer verabschiedete sich am 8. Juni 2018 von seinen Lesern und teilte mit, dass er wegen Krebs im Endstadium bald sterben werde. Er starb am 21. Juni 2018.

## Schriften (Auswahl)
- Cutting Edges: Making Sense of the Eighties, Random House, 1988,  ISBN 978-0-394-54801-2
- Democratic Realism: An American Foreign Policy for a Unipolar World, Aei Press, 2004, ISBN 978-0-8447-1388-5
- Things That Matter: Three Decades of Passions, Pastimes and Politics, Crown Forum, 2013, ISBN 978-1-77049-653-8
- The Point of It All: A Lifetime of Great Loves and Endeavors mit Daniel Krauthammer, Crown Forum, 2018, ISBN 978-1-9848-2548-3